# Заплава Псла (заказник)
Запла́ва Псла — ландшафтний заказник місцевого значення в Україні. Розташований у межах Горішньоплавнівської міської ради Полтавської області, на північний захід від міста Горішні Плавні, біля сіл Кузьменки, Кияшки, Дмитрівка. 
Площа 885 га. Статус надано згідно з рішенням Полтавської обласної ради від 04.09.1995 року і рішенням облради від 06.09.2007 року. Перебуває у віданні ДП «Кременчуцький лісгосп» (Горішньоплавнівське л-во, кв. 20-22, 24, 27-29, 58-60, 67-69). 
Статус надано для збереження мальовничих водно-болотних та лісових природних комплексів у заплаві річки Псел.

## Галерея

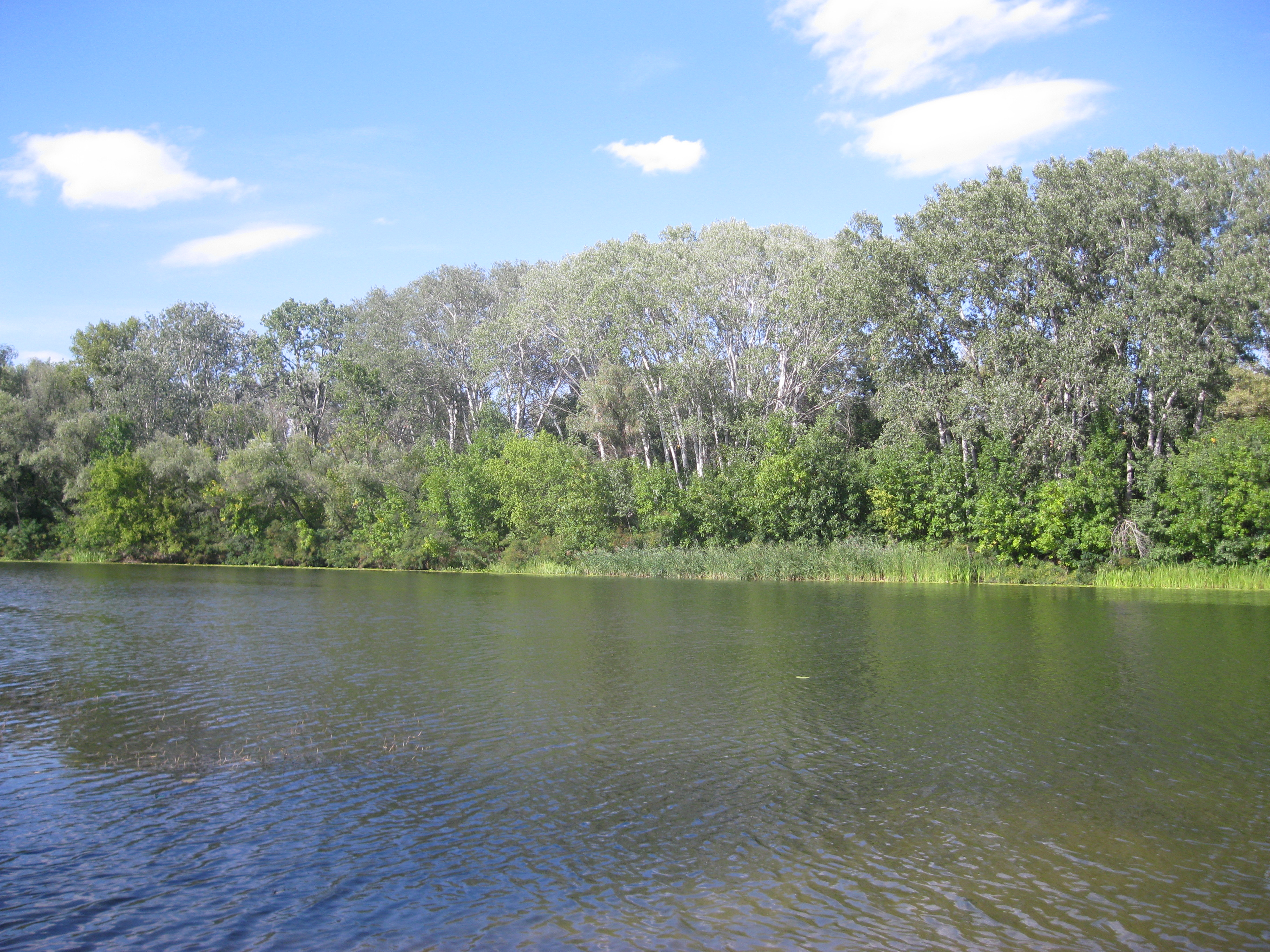
Заплава Псла влітку (серпень 2014)
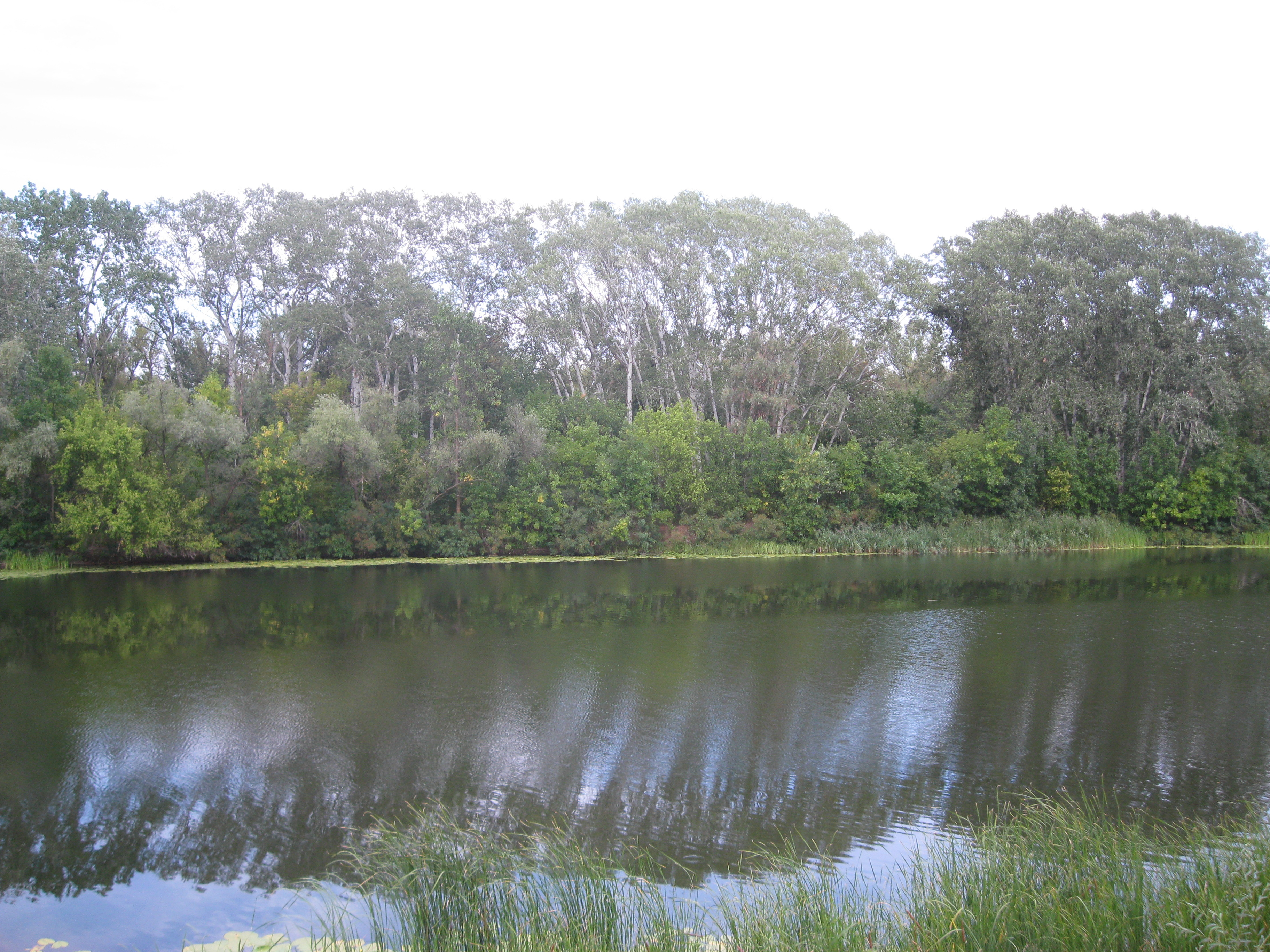
Заплава Псла влітку (серпень 2014)
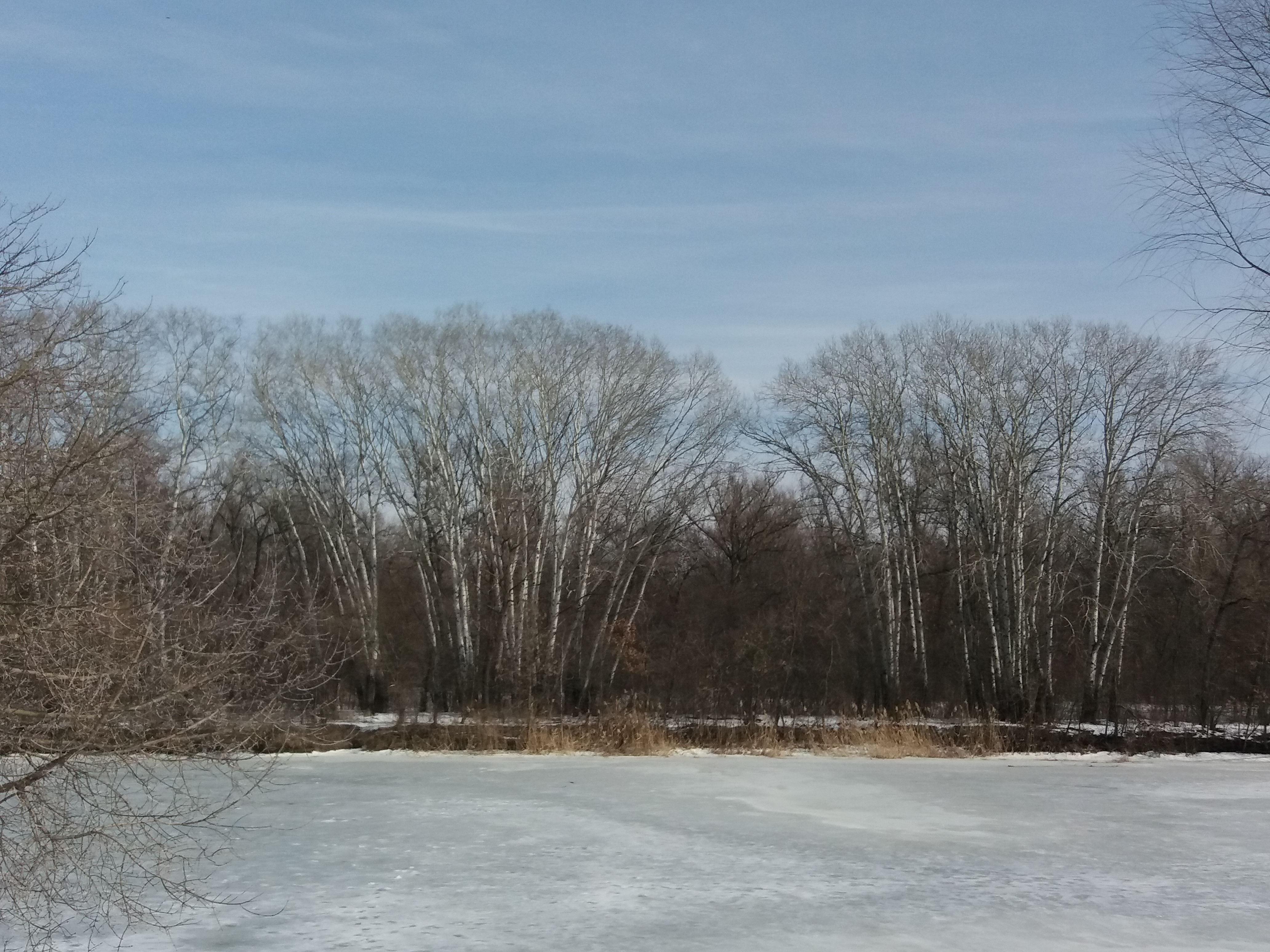
Заплава Псла навесні (березень 2018)
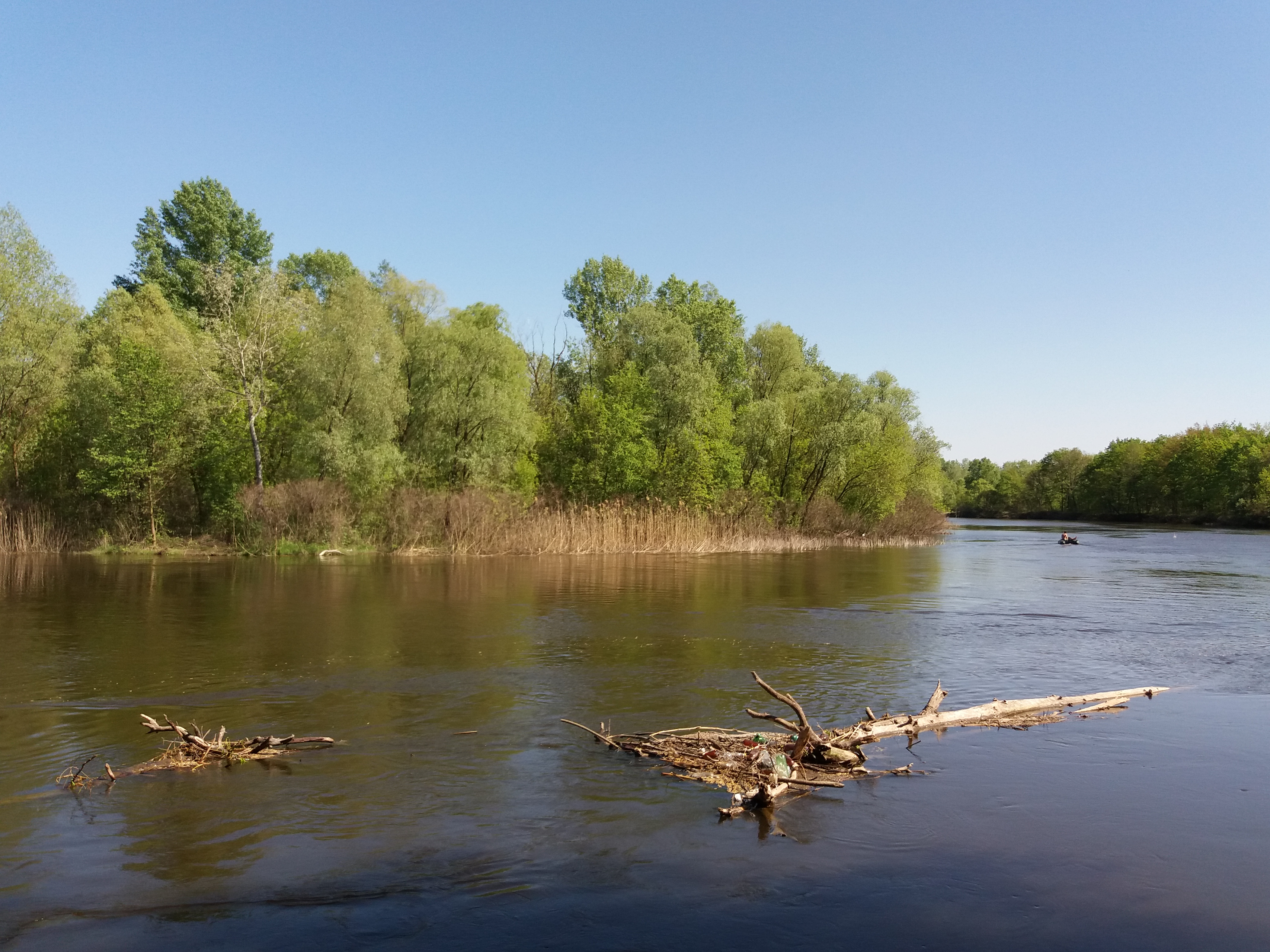
Заплава Псла навесні (травень 2018)
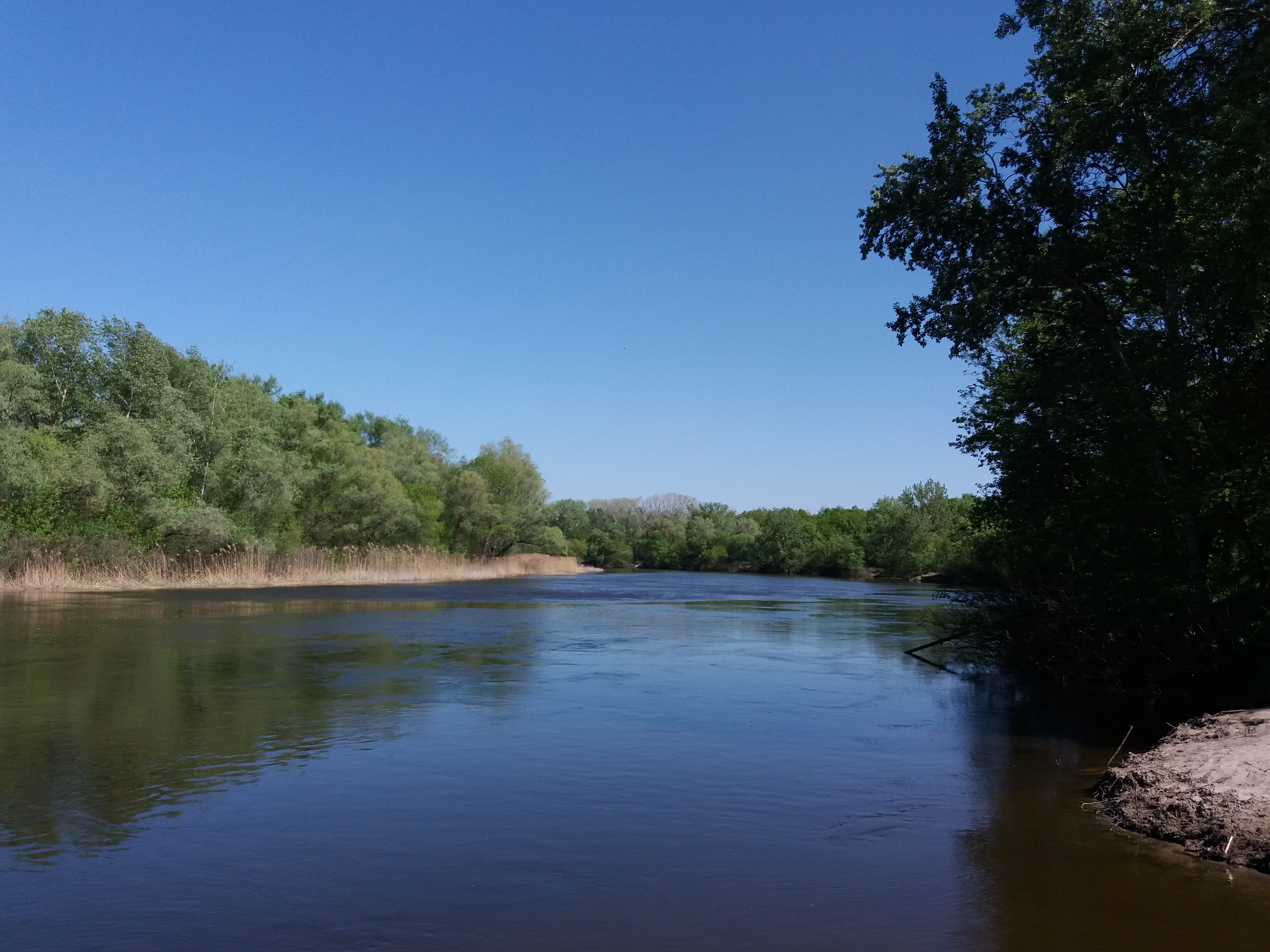
Заплава Псла навесні (травень 2018)
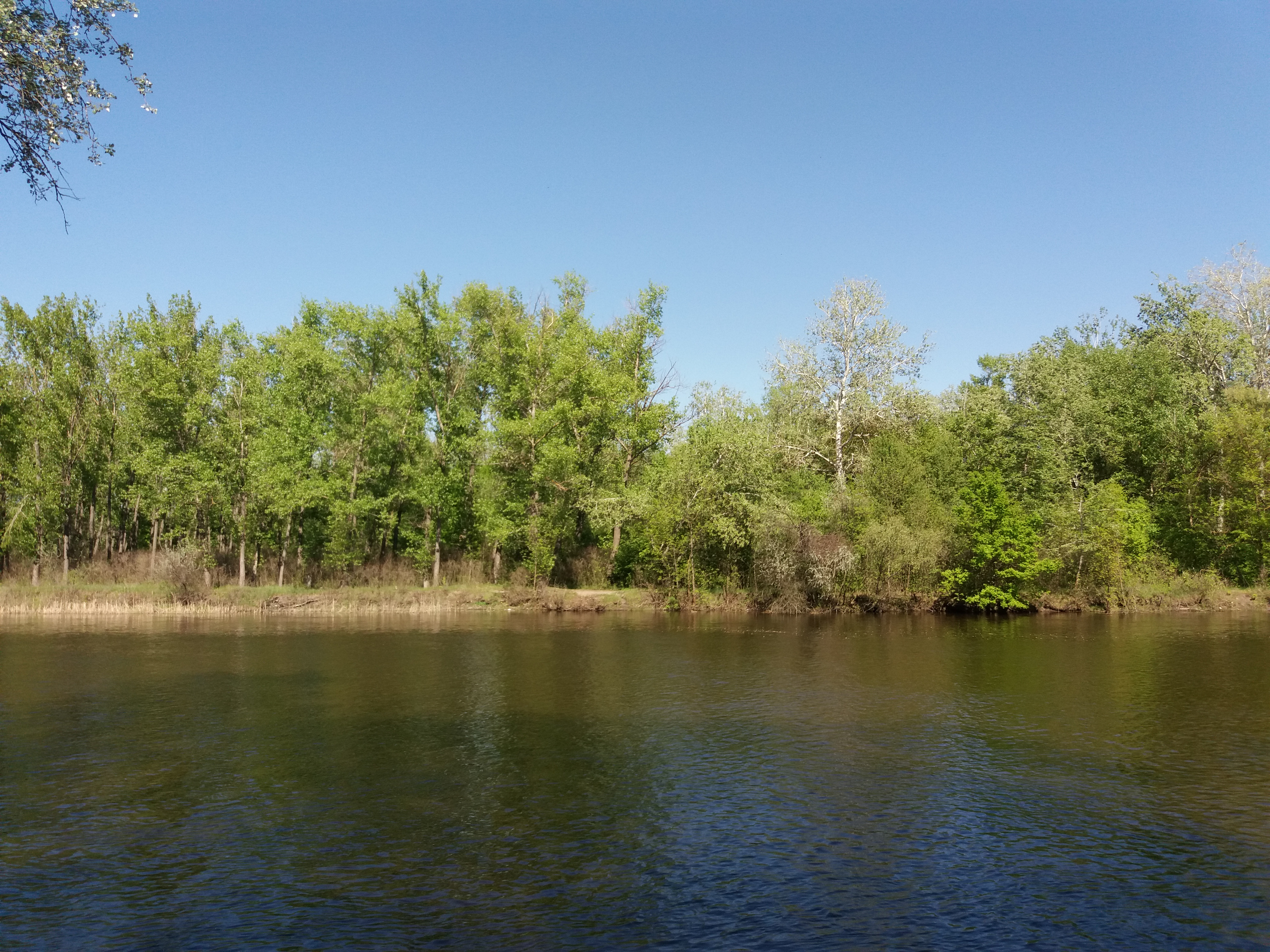
Заплава Псла навесні (травень 2018)